# Progyndes curvitibialis
Progyndes curvitibialis is een hooiwagen uit de familie Gonyleptidae.